# Lijst van rijksmonumenten in Groningen (provincie)

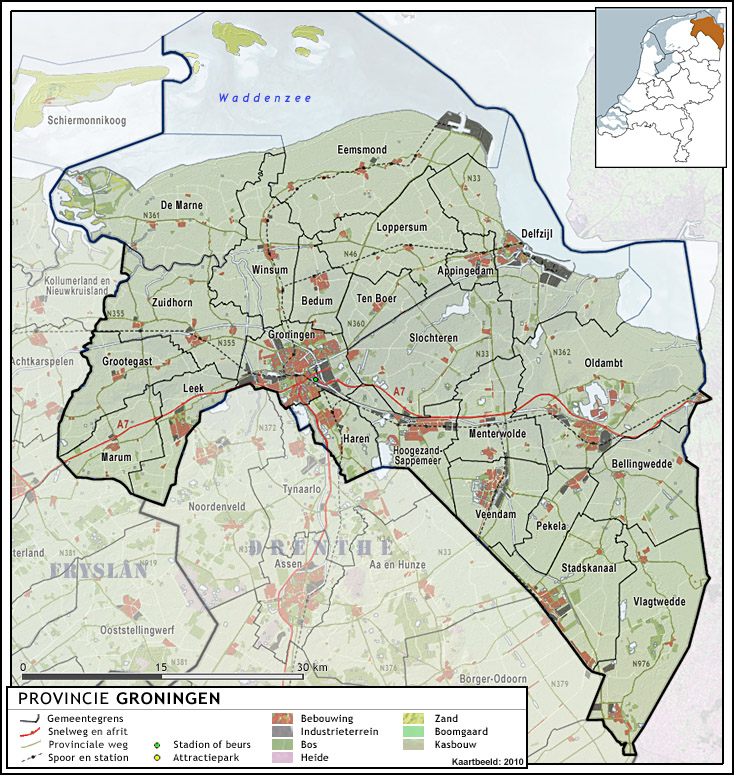
Groningen

In de volgende gemeenten in Groningen bevinden zich rijksmonumenten:
- Lijst van rijksmonumenten in Eemsdelta
- Lijst van rijksmonumenten in Groningen
- Lijst van rijksmonumenten in Het Hogeland
- Lijst van rijksmonumenten in Midden-Groningen
- Lijst van rijksmonumenten in Oldambt
- Lijst van rijksmonumenten in Pekela
- Lijst van rijksmonumenten in Stadskanaal
- Lijst van rijksmonumenten in Veendam
- Lijst van rijksmonumenten in Westerkwartier
- Lijst van rijksmonumenten in Westerwolde